# Galanthus koenenianus
Galanthus koenenianus là một loài thực vật có hoa trong họ Amaryllidaceae. Loài này được Lobin, C.D.Brickell & A.P.Davis mô tả khoa học đầu tiên năm 1993.